# De gramme huurling
De gramme huurling is het drieënzeventigste stripverhaal uit de reeks van Suske en Wiske. Het is geschreven door Willy Vandersteen en gepubliceerd in De Standaard en Het Nieuwsblad van 16 december 1967 tot en met 26 april 1968. 
De eerste albumuitgave in de Vierkleurenreeks was in augustus 1968, met nummer 82.

## Locaties
- België, Afrika, eiland van de Blippies met dorp, kerk, school en hut van tovenaar.

## Personages
- Suske, Wiske, tante Sidonia, Lambik, Jerom, agent, taxichauffeur, E.P.H. Endriks (een aalmoezenier van de sociale werken), afgevaardigde van internationale bouworde, de Blippies, Makakko (tovenaar), Poe-Sjenellen (houten fetisjen).

## Het verhaal
Lambik is erg teleurgesteld in de mensen om hem heen en besluit zich als huurling aan te bieden. Hij vertrekt naar Duister Afrika en zijn vrienden zien nog net het vliegtuig vertrekken. 
Er komt een afgevaardigde van een internationale bouworde naar Jerom. De afgevaardigde vertelt dat er onlangs een nieuwe volksstam is ontdekt op een eiland voor de Afrikaanse kust, de Blippies. Ze hebben een blauwe huid. De man vertelt ook dat ze onderling oorlog voeren en de internationale bouworde wil hen helpen. 
De vrienden reizen naar het eiland van de Blippies en Suske en Wiske worden gevangengenomen en in kookpotten gestopt. Nadat de kinderen protesteren, gaan de Blippies overleggen. Ze besluiten daarop democratisch dat een braadpan toch beter is.  Een andere stam kan de kinderen bevrijden uit de braadpan en ze nemen hen mee naar hun eigen dorp, maar deze stam blijkt zelfs een snelkookpan te bezitten. 
Tante Sidonia en Jerom redden de kinderen. Ze vernemen dat Makakko de Blippies heeft opgestookt, de vrienden beginnen met het bouwen van huisjes en scholen. De Blippies zijn lui en drinken veel. Jerom hoort dat Makakko de dorpelingen waarschuwt omdat de school zal afbranden. Het dorp wordt ook beschoten en de vrienden verdenken Lambik hiervan. Dan blijkt de school echter in brand gestoken te zijn. Lambik verslaat Makakko. De vrienden bieden Lambik hun excuses aan vanwege de onterechte verdenking, maar Lambik verlaat het dorp kwaad.
Lambik ontmoet de “ronselaar”, maar deze komt met zijn jeep in een vijver met krokodillen terecht. Als Lambik de man wil redden, wordt hij zelf neergeslagen door Makakko. Jerom kan de “ronselaar” redden, maar de vrienden worden door Makakko gegijzeld. De man stelt zich voor als E.P.H. Endriks, een aalmoezenier van de sociale werken, en vertelt dat hij Lambik inhuurde om de vrienden tegen Makakko te beschermen tijdens hun werk voor de stichting. Makakko wordt aan het werk gesteld en tante Sidonia geeft les op het schooltje. Lambik laat zich beetnemen door Makakko en de tovenaar kan ontsnappen. Suske en Wiske gaan naar zijn hut bij de wapenopslagplaats en vinden er houten fetisjen en grote potten met een kokende vloeistof. Als de kinderen weer in het dorp komen blijkt de school opnieuw gebrand te hebben, tante Sidonia heeft het nu alleen kunnen blussen. Wiske bewaakt de kerk 's nachts en er ontploft een granaat vlak bij haar, maar Makakko kan deze niet hebben gegooid want Lambik en Jerom hebben hem al uren daarvoor gevonden. De vrienden ontdekken wel een houten beeld. De afgevaardigde wil de gewonde Makakko naar een ziekenhuis in Europa sturen en Suske en Wiske ontdekken dat de houten beelden verdwenen zijn. Het begint te regenen en Suske haalt een paraplu voor Wiske, maar dan komt het meegebrachte beeld tot leven en achtervolgt Wiske.
Suske en Wiske kunnen ontkomen aan het beeld en schieten het stuk, maar na een uur komt het opnieuw tot leven en is dan weer in goede staat. De kinderen waarschuwen hun vrienden en de Blippies worden naar de kust gestuurd, de vrienden verdedigen het dorp tegen de tot leven gekomen fetisjen. Lambik begraaft veel Poe-Sjenellen met een bulldozer en hij legt een mijnenveld aan. Wiske loopt het mijnenveld in en Lambik kan haar nog net redden als de fetisjen aanstormen, maar hij raakt gewond. Suske, Wiske en tante Sidonia brengen de gewonde Lambik naar een muur en schilderen er een rood kruis op, maar de muur wordt meteen kapotgeschoten. De fetisjen graven een tunnel onder het dorp en vullen deze met springstof. De kapotgeschoten Poe-Sjenellen komen steeds na een tijdje weer tot leven en de vrienden hebben het zwaar met de verdediging. Dan springt Jerom uit een vliegtuig en verslaat de Poe-Sjenellen, zijn meegenomen pakket wordt door een Poe-Sjenel meegenomen. Met hulp van Jerom kan Lambik de fetisjen verslaan en ze kunnen het pak ook terugkrijgen, het blijkt Makakko te zijn. Hij is genezen en heeft spijt van zijn daden, met een nieuwe toverspreuk laat hij alle Poe-Sjenellen verdwijnen. De vrienden bouwen samen met Makakko het dorp opnieuw op en als de Blippies terugkomen is alles al hersteld. 
De Blippies bedanken de vrienden en zij vertrekken naar huis terug. Ze drukken Makakko op het hart om geen koffieplantages en kopermijnen te beginnen op het eiland, want dat zal anders weer tot oorlog leiden.

## Achtergronden bij het verhaal
- Op pagina 13 wordt de jeep van Suske en Wiske gehinderd door een nijlpaard. Nadat Suske iets in het oor van het nijlpaard heeft gefluisterd, vlucht het weg. Wiske wil weten wat Suske in het oor heeft gefluisterd. "Oh niet veel...Ik zei dat de Italiaanse filmploeg van "Adio Africa" in de buurt was". Vandersteen alludeerde hier op de documentaire Africa Addio, die toen in de belangstelling stond.
- De titel en de figuur van Lambik als huurling verwijzen naar de Belgische koloniaal Jean Schramme bekend als "Gramme" die na de onafhankelijkheid van Kongo als huurlingleider (Schramme zelf heeft nooit een contract als huurling getekend, maar had wel huurlingen onder zijn bevel) de zijde van de Katangezen koos.
- Poe-sjenellen is een verwijzing naar poesjenel, een houten stangpop die typisch is voor Antwerpen.
- In De kribbige krab haalt Lambik zijn uitrusting weer tevoorschijn in zijn strijd tegen een monsterkrab.
- Op pagina 35 blust Sidonia het brandende dak van de school met haarlakbussen, de inhoud waarvan eigenlijk ontvlambaar is.